# ریکاردو ویرتوسو
ریکاردو ویرتوسو (به پرتغالی: Ricardo Magno Virtuoso Guarà) هافبک اهل برزیل است که در شهر Guarapuava و در تاریخ ۱ مارس ۱۹۸۴ به دنیا آمده‌است.
ریکاردو ویرتوسو در تیم‌های فوتبال FC Chiasso سابقهٔ حضور دارد.